# تصفيات أمريكا الشمالية لكأس العالم 2006 - الدور الأول
في الدور الأول من تصفيات أمريكا الشمالية المؤهلة إلى كأس العالم 2006 في ألمانيا لعب 20 منتخب مباريات ذهاب وإياب لتحديد المنتخبات العشرة التي ستتأهل إلى الدور الثاني.

## ملخص
| الفريق الأول           | إجم. | الفريق الثاني         | مباراة الذهاب | مباراة الإياب |
| ---------------------- | ---- | --------------------- | ------------- | ------------- |
| غرينادا                | 8–1  | غيانا                 | 5–0           | 3–1           |
| برمودا                 | 20–0 | مونتسرات              | 13–0          | 7–0           |
| هايتي                  | 7–0  | جزر توركس وكايكوس     | 5–0           | 2–0           |
| جزر العذراء البريطانية | 0–10 | سانت لوسيا            | 0–1           | 0–9           |
| جزر كايمان             | 1–5  | كوبا                  | 1–2           | 0–3           |
| أروبا                  | 2–10 | سورينام               | 1–2           | 1–8           |
| أنتيغوا وباربودا       | 2–3  | جزر الأنتيل الهولندية | 2–0           | 0–3           |
| دومينيكا               | 4–2  | جزر البهاما           | 1–1           | 3–1           |
| جزر العذراء الأمريكية  | 0–11 | سانت كيتس ونيفيس      | 0–4           | 0–7           |
| جمهورية الدومينيكان    | 6–0  | أنغويلا               | 0–0           | 6–0           |

## المباريات
| غرينادا                                                                                       | 5–0     | غيانا |
| --------------------------------------------------------------------------------------------- | ------- | ----- |
| نايجل بيشوب 34' · كينيدي فيليب 39' · أنتوني أوغوستين 72' · أنتوني موديست 81' · دينيس ريني 91' | التقرير |       |

| غيانا          | 1–3     | غرينادا                                             |
| -------------- | ------- | --------------------------------------------------- |
| كاري هاريس 29' | التقرير | ريكي تشارلز 15' · جيسون روبرتس 69' · بايرون بوب 87' |

فاز منتخب غرينادا 8-1 في مجموع المباراتين وتأهل إلى الدور الثاني.
| برمودا | 13–0    | مونتسرات |
| --- | ------- | -------- |
| دامون مينغ l5' 20' 50' · جون باري نوسوم 15' 54' 60' · خانو سميث 36' · رالف بين 41' 52' · أوتيس ستيد 43' · ميشاتش ويد 77' · روهان سيمونز 83' · شانون بورغيس 87' | التقرير |          |

| مونتسرات | 0–7     | برمودا                                                                                      |
| -------- | ------- | ------------------------------------------------------------------------------------------- |
|          | التقرير | كليفون هيل 15' · جون باري نوسوم 21' 44' · رالف بين 29' · خانو سميث 45' 46' · دامون مينغ 76' |

فاز منتخب برمودا 20-0 في مجموع المباراتين وتأهل إلى الدور الثاني. 
| هايتي                                                                | 5–0     | جزر توركس وكايكوس |
| -------------------------------------------------------------------- | ------- | ----------------- |
| جان فيليب بيغيرو 6' جوني ديسكوينيس 43', 45', 50' كوريولان وادسون 71' | التقرير |                   |

| جزر توركس وكايكوس | 0–2     | هايتي                                                    |
| ----------------- | ------- | -------------------------------------------------------- |
|                   | التقرير | رودي لويميرا 10' (ركلة جزاء) لورينس هارفي 41' (ضد مرماه) |

فاز منتخب هايتي 7-0 في مجموع المباراتين وتأهل إلى الدور الثاني. 
| جزر العذراء البريطانية | 0–1     | سانت لوسيا      |
| ---------------------- | ------- | --------------- |
|                        | التقرير | تيتوس إيلفا 55' |

| سانت لوسيا | 9–0     | جزر العذراء البريطانية |
| --- | ------- | ---------------------- |
| شيلدوزن إيمانويل 13' (ركلة جزاء), 66' إيليا جوزيف 26' إيرل جان 28', 52' يارفين سكيت 49', 55' تيتوس إيلفا 69' أندي جان بابتيست 90' | التقرير |                        |

فاز منتخب سانت لوسيا 10-0 في مجموع المباراتين وتأهل إلى الدور الثاني.
| جزر كايمان       | 1–2     | كوبا                          |
| ---------------- | ------- | ----------------------------- |
| توماس إيليوت 72' | التقرير | ليستر موري 53' لويس مارتن 89' |

| كوبا                    | 3–0     | جزر كايمان |
| ----------------------- | ------- | ---------- |
| ليستر موري 7', 50', 66' | التقرير |            |

فاز منتخب كوبا 5-1 في مجموع المباراتين وتأهل إلى الدور الثاني. 
| أروبا               | 1–2     | سورينام                                         |
| ------------------- | ------- | ----------------------------------------------- |
| موريس إيسكالونا 89' | التقرير | مارلون فيلتر 54' (ركلة جزاء) باتريك زينهاغل 63' |

| سورينام | 8–1     | أروبا               |
| --- | ------- | ------------------- |
| غوردون كينسايني 6', 49' كارلوس لوسوييك 14' مارلون فيلتر 18', 65', 66' كليفتون ساندفليت 42' باتريك زينهاغل 90' | التقرير | موريس إيسكالونا 24' |

فاز منتخب سورينام 10-2 في مجموع المباراتين وتأهل إلى الدور الثاني.
| أنتيغوا وباربودا                      | 2–0     | جزر الأنتيل الهولندية |
| ------------------------------------- | ------- | --------------------- |
| وينستون روبيرتس 39' كوينتين كلارك 89' | التقرير |                       |

| جزر الأنتيل الهولندية                           | 3–0     | أنتيغوا وباربودا |
| ----------------------------------------------- | ------- | ---------------- |
| روكي سيبيري 27' يوجين مارثا 46' بروتيل هوزي 48' | التقرير |                  |

فاز منتخب الأنتيل الهولندية 3-2 في مجموع المباراتين وتأهل إلى الدور الثاني . 
| دومينيكا          | 1–1     | جزر البهاما         |
| ----------------- | ------- | ------------------- |
| داماني هورتون 66' | التقرير | فينسينت كاسيمير 88' |

| جزر البهاما   | 1–3     | دومينيكا                                |
| ------------- | ------- | --------------------------------------- |
| نيسلي جان 67' | التقرير | فينسينت كاسيمير 39', 86' كيلي بيترز 85' |

فاز منتخب دومينيكا 4-2 في مجموع المباراتين وتأهل إلى الدور الثاني.
| جزر العذراء الأمريكية | 0–4     | سانت كيتس ونيفيس                                   |
| --------------------- | ------- | -------------------------------------------------- |
|                       | التقرير | أوستين هوغينز 26' إيان ليك 50', 64' جورج إسحاق 62' |

| سانت كيتس ونيفيس                                    | 7–0     | جزر العذراء الأمريكية |
| --------------------------------------------------- | ------- | --------------------- |
| إيان ليك 8', 38', 46', 56', 77' جورج إسحاق 80', 90' | التقرير |                       |

فاز منتخب سانت كيتس ونيفيس 11-0 في مجموع المباراتين وتأهل إلى الدور الثاني.
| جمهورية الدومينيكان | 0–0     | أنغويلا |
| ------------------- | ------- | ------- |
|                     | التقرير |         |

| أنغويلا | 0–6     | جمهورية الدومينيكان                                                             |
| ------- | ------- | ------------------------------------------------------------------------------- |
|         | التقرير | عمر زاباتا 15' كيرفين سيفيرينو 38', 61' خوان كونتريرا 57', 90' لويس كاسكويز 77' |

فاز منتخب جمهورية الدومنيكان 6-0 في مجموع المباراتين وتأهل إلى الدور الثاني.
| نيكاراغوا                            | 2–2     | سانت فينسنت والغرينادين         |
| ------------------------------------ | ------- | ------------------------------- |
| إميليو بالاسيوس 37' روديل كاليرو 79' | التقرير | رينسون هاينز 9' شندل صموئيل 43' |

| سانت فينسنت والغرينادين                                           | 4–1     | نيكاراغوا           |
| ----------------------------------------------------------------- | ------- | ------------------- |
| شندل صموئيل 14', 79' مارلون جيمس 15' كارلوس ألونسو 86' (هدف هكسي) | التقرير | إميليو بالاسيوس 60' |

فاز منتخب سانت فنسينت والجرينادينز 6-3 في مجموع المباراتين وتأهل إلى الدور الثاني .